# یاکوب پرنده

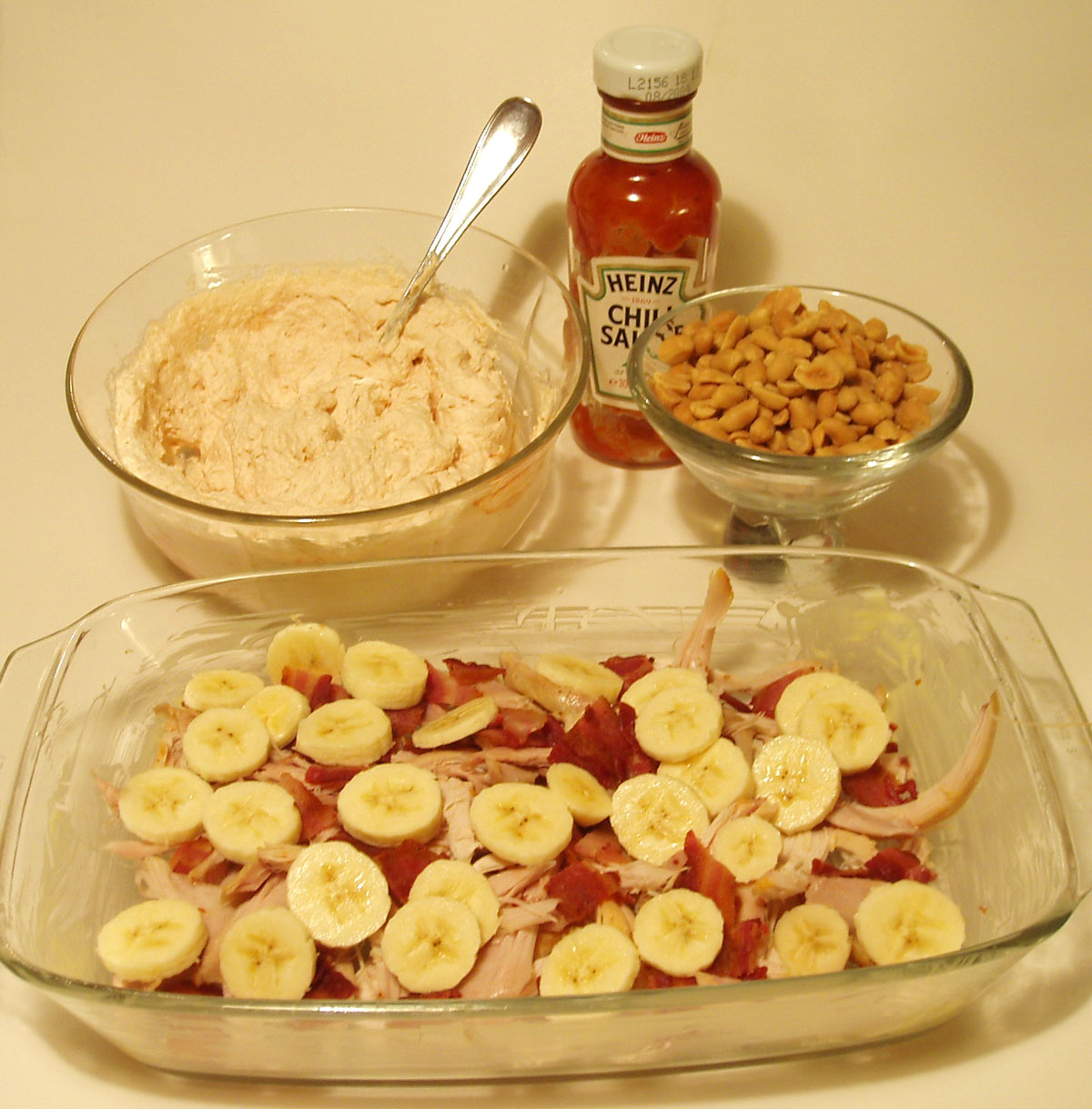
مواد لازم

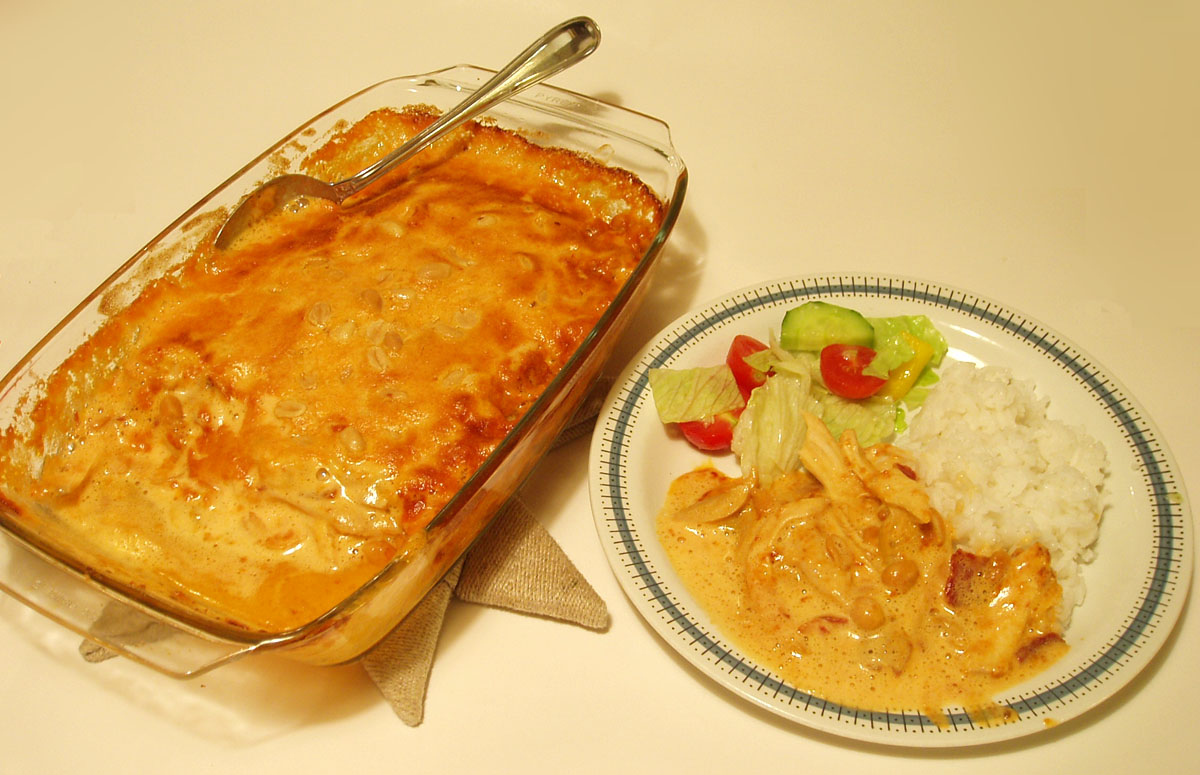
یاکوب پرنده پس از پخت

یاکوب پرنده (به سوئدی: Flygande Jacob) نام نوعی خوراک گوشتی سوئدی است که از ترکیب گوشت مرغ با موز، بیکن سرخ‌شده، خامهٔ زده‌شده، سس تند و بادام زمینی شور تهیه و در فر پخته می‌شود. مبدع این خوراک فردی سوئدی به نام اووه یاکوبسن است که در صنعت حمل و نقل هوایی مشغول به کار بوده و نام «یاکوب پرنده» برگرفته از این موضوع است. دستور پخت این غذا اولین بار در ۱۹۷۶ در شمارهٔ سیزدهم مجلهٔ Allt om mat (همه‌چیز دربارهٔ غذاها) انتشار یافت.